# سرخیو بوسکتس
سرخیو بوسکتس بورگوس (به اسپانیایی: Sergio Busquets Burgos) (زادهٔ ۱۶ ژوئیه ۱۹۸۸) بازیکن فوتبال اهل اسپانیا است که در پست هافبک دفاعی برای اینتر میامی در بازی می‌کند. از وی گاه به عنوان بهترین و غالباً به عنوان یکی از بهترین و کامل‌ترین هافبک دفاعی‌های تمام ادوار فوتبال یاد می‌شود.
بوسکتس عمدتاً به عنوان یک هافبک دفاعی بازی می‌کند. او در ال کلاسیکو با لمس ۱ ثانیه توپ توانست یک پاس گل بدهد.
بوسکتس در آوریل ۲۰۰۹ اولین بازی را برای تیم ملی اسپانیا انجام داد و در جام جهانی ۲۰۱۰ و جام ملت‌های اروپا ۲۰۱۲ به همراه اسپانیا به قهرمانی دست یافت. او در سه جام جهانی و دو جام ملت‌های اروپا دیگر حضور داشته و کاپیتان اسپانیا در جام ملت‌های اروپا ۲۰۲۰ و جام جهانی ۲۰۲۲ بود.

## رده باشگاهی
بوسکتس در سال ۲۰۰۵ به عضویت باشگاه جوانان بارسلونا درآمد و طی ۲۶ بازی که انجام داد ۷ گل به ثمر رساند. دو سال بعد او وارد تیم بارسلونای ب شد و زیر نظر جوزپ گواردیولا شروع به کار کرد. او در این تیم در ۳۲ بازی که انجام داد ۱ گل به ثمر رساند، در همین فصل در شروع به کارش به عنوان بازیکن تعویضی در جام کاتالونیا به میدان آمد.

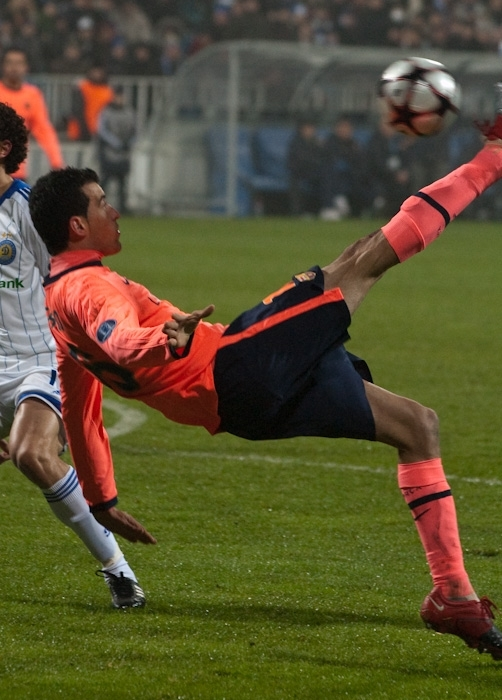
بوسکتس در سال ۲۰۰۹

در تاریخ ۱۳ سپتامبر ۲۰۰۸ او در تیم اول بارسلونا در بازی مقابل ریسینگ سانتاندر ۹۰ دقیقه بازی کرد که آن بازی ۱–۱ مساوی به پایان رسید. در ۲۲ اکتبر ۲۰۰۸ در بازی‌های جام باشگاه‌های اروپا در مقابل اف‌سی بازل یک گل از پنج گل تیمش را به ثمر رساند. او در ۲۲ دسامبر ۲۰۰۸ قراردادی با قیمت ۸۰ میلیون یورو تا سال ۲۰۱۳ با بارسلونا امضا کرد. بوسکتس در ۳ اکتبر سال ۲۰۱۵ در غیاب اینستا مقابل بازی سویا در ورزشگاه رامون سانجز پیس خوان نخستین بار کاپیتان بارسلونا شد.
در ۷ مارس ۲۰۰۹ او اولین گل خود را در لالیگا مقابل اتلتیک بیلبائو به ثمر رساند.
بوسکتس در سال ۲۰۲۳ در پنج ژوئیه با قرار دادی ۲ ساله به باشگاه اینتر میامی پیوست.

## آمار ملی
او در ۱۱ اکتبر ۲۰۰۸ برای بازی در تیم زیر ۲۱ سال اسپانیا دعوت شد. در رقابت‌های جام قهرمانی زیر ۲۱ سال اروپا در اولین بازی در مقابل تیم ملی سوئیس در دقیقه ۱۷ گلی را به ثمر رساند اما بازی در نهایت ۲ بر ۱ به سود سوئیس پایان یافت.
او توسط ویسنته دل بوسکه برای بازی در جام جهانی ۲۰۱۰ انتخاب شد و در پستی بازی کرد که مارکوس سنا در جام ملت‌های اروپا بازی می‌کرد.

### بازی‌های ملی
| اسپانیا | اسپانیا | اسپانیا | اسپانیا |
| سال     | بازی    | گل      | پاس گل  |
| ------- | ------- | ------- | ------- |
| ۲۰۰۹    | ۱۰      | ۰       | ۰       |
| ۲۰۱۰    | ۱۶      | ۰       | ۱       |
| ۲۰۱۱    | ۱۱      | ۰       | ۰       |
| ۲۰۱۲    | ۱۴      | ۰       | ۰       |
| ۲۰۱۳    | ۱۲      | ۰       | ۰       |
| ۲۰۱۴    | ۱۱      | ۲       | ۲       |
| ۲۰۱۵    | ۸       | ۰       | ۰       |
| ۲۰۱۶    | ۱۲      | ۰       | ۲       |
| ۲۰۱۷    | ۸       | ۰       | ۰       |
| ۲۰۱۸    | ۹       | ۰       | ۱       |
| ۲۰۱۹    | ۵       | ۰       | ۲       |
| ۲۰۲۰    | ۴       | ۰       | ۰       |
| ۲۰۲۱    | ۱۳      | ۰       | ۱       |
| ۲۰۲۲    | ۱۰      | ۰       | ۰       |
| مجموع   | ۱۴۳     | ۲       | ۹       |

### گل‌های ملی
| شماره | تاریخ          | میزبان  | بازی ملی | حریف    | نتیجه | رقابت                         |
| ----- | -------------- | ------- | -------- | ------- | ----- | ----------------------------- |
| ۱     | ۸ سپتامبر ۲۰۱۴ | والنسیا | ۷۰       | مقدونیه | ۵–۱   | مقدماتی جام ملت‌های اروپا ۲۰۱۶ |
| ۲     | ۱۵ نوامبر ۲۰۱۴ | اوئلوا  | ۷۳       | بلاروس  | ۳–۰   | مقدماتی جام ملت‌های اروپا ۲۰۱۶ |

## افتخارات

### باشگاهی

#### بارسلونا
- لا لیگا (۹): ۲۰۰۸–۲۰۰۹، ۲۰۰۹–۲۰۱۰، ۲۰۱۰–۲۰۱۱، ۲۰۱۲–۲۰۱۳، ۲۰۱۴–۲۰۱۵، ۲۰۱۵–۲۰۱۶، ۲۰۱۷–۲۰۱۸، ۲۰۱۸–۲۰۱۹، ۲۰۲۲–۲۰۲۳
- جام حذفی اسپانیا (۷): ۲۰۰۸–۲۰۰۹، ۲۰۱۱–۲۰۱۲، ۲۰۱۴–۲۰۱۵، ۲۰۱۵–۲۰۱۶، ۲۰۱۶–۲۰۱۷، ۲۰۱۷–۲۰۱۸، ۲۰۲۰–۲۰۲۱
- لیگ قهرمانان اروپا (۳): ۲۰۰۸–۲۰۰۹، ۲۰۱۰–۲۰۱۱، ۲۰۱۴–۲۰۱۵
- سوپر جام اسپانیا (۷): ۲۰۰۹، ۲۰۱۰، ۲۰۱۱، ۲۰۱۳، ۲۰۱۶، ۲۰۱۸، ۲۰۲۳
- سوپر جام اروپا (۳): ۲۰۰۹، ۲۰۱۱، ۲۰۱۵
- جام باشگاه‌های جهان (۳): ۲۰۰۹، ۲۰۱۱، ۲۰۱۵

#### اینتر میامی
- جام لیگ‌ها: ۲۰۲۳
- ساپورترز شیلد: ۲۰۲۴

### ملی

#### اسپانیا
- جام کنفدراسیون‌ها: ۲۰۱۳ (نائب قهرمان) و ۲۰۰۹ (سوم)
- جام جهانی: ۲۰۱۰
- جام ملت‌های اروپا:۲۰۱۲ و ۲۰۲۰ (سوم)
- لیگ ملت‌های اروپا: ۲۱–۲۰۲۰ (نائب قهرمان)